# ألفين والسناجب (مسلسل 2015)
ألڤين والسناجب (بالإنجليزية: ALVINNN!!! and the Chipmunks) مسلسل رسوم متحركة أمريكي-فرنسي، من بطولة ألفين والسناجب.

## القصة
يروي المسلسل قصة السناجب ألفين، سايمون وثيودور في البيت مع راعيهم ديف سيفيل والمدرسة مع أصدقائهم ومعلميهم.

## الحلقات

### الموسم الأول
1. دبدوب المتكلم (بالإنجليزية: Talking Teddy)

## الأصوات العربية
- معوض إسماعيل: ألفين
- آسيا النابلسي: ثيودور
- كريم الحسيني: سايمون
- رامي الطمباري: ديف
- حلا صبري: بريتاني
- لمى صبري: إليانور
- نورا عصمت: جانيت
- مصطفى البراء - بوكارتر

## وصلات خارجية
- الفين والسناجب على موقع IMDb (الإنجليزية)
- الفين والسناجب على موقع كينوبويسك (الروسية)
- الفين والسناجب على موقع ألو سيني (الفرنسية)
- الفين والسناجب على موقع قاعدة بيانات الفيلم (الإنجليزية)

- صفحة موقع نكلوديون الرسمي
- صفحة IMDb